# Radioteatro en Uruguay
La historia del radioteatro en Uruguay comienza a fines de la década de 1920, cuando las radioemisoras uruguayas transmitían obras de teatro en auditorios de Montevideo.

## Inicios
En 1930 se formaron los primeros elencos radioteatrales dirigidos por Concepción Olona (Radio Monte Carlo) y el matrimonio Pedro Becco y Teresa Lacanau (CX 30), quiénes interpretaron grandes éxitos de la Literatura Universal.
El Radioteatro propiamente dicho surgió en 1934 por iniciativa de Heraclio Sena, con la creación de Las Aventuras de Carlos Norton (CX 22 Radio Fada) basado en historias policiales, Brochazos Camperos (1935, El Espectador) y La Querencia, fueron los primeros éxitos radioteatrales.

## Consolidación
Este género episódico denominado radioteatro provocó furor en la sociedad uruguaya de las décadas de 1940 y 1950.
A medida que las interpretaciones radiofónicas lograban aceptación se conformaron las compañías de Isolina Núñez, Manuel Collado, Josefina Díaz, Julio Alassio y Blanca Burgueño, entre otros.
Con el género episódico surgió la figura del libretista, entre los que destacaron Mario Rivero Prevosti y Tomás Valenzuela. Rivero creó a personajes de gran éxito como Casimiro Parola y Juancito Sangredulce, escribió infinidad de episodios que se emitían en vivo o grabados, en varias radios de Montevideo y el interior, así como también sus respectivas obras teatrales que representaba luego por todo el país: Muchachos que peinan canas, Lindo tiempo aquel de ayer, Barrio de luna y tamboril, todas musicalizadas por Donato Racciatti. También incursionó con su Compañía de Arte Nativo, en el género gauchesco: Martín Aquino, Bicho'e tigre vicho overo, Pueblera pa' ser arisca, etc. 
Valenzuela escribió para Trampolín de Panoramas dirigido por Tristán Narvaja (1935, CX 42) y El Hijo de las Sombras (1935).
El radioteatro evolucionó en sus temas: desde historias gauchescas en El Matrero de la Luz (1935, CX 22) al suspenso de Ojos Celestes (1941, Radio Oriental) y exitosas historias de amor como Rosa de Abolengo (1949, Radio Carve).
En octubre de 1945 se emitía un promedio de nueve episodios por día entre las 10 de la mañana y las 22 horas.
El género episódico aseguró el éxito a varios ciclos, entre ellos el Teatro de la Imaginación (1945, CX 14), El Teatro de los Sábados (1953 - 1957, CX 14) protagonizado por Juan Casanovas y Violeta Ortiz.
Teatro Palmolive del Aire y Teatro Óptimo de los Domingos (1955, CX 14) dirigidos por Carlos Tolve y elenco integrado por Carmen Darling, Mela Paz, Diana Loy, Elsa Guiró, entre otros.
A mediados de la década de 1970 los grandes elencos del radioteatro empezaron a desintegrarse y emigraron hacia la televisión.
Los últimos radioteatros fueron dirigidos por Walter Di Leva, Júver Salcedo y su esposa Lilián Olhagaray.
En 1990 el primer actor Walter Di Leva a través de CW51 Radio Maldonado y junto a Roberto Lamaison Mena, realizó los últimos programas de radioteatro en el interior del país.
desde el 2002 se transmite en Radio Felicidad de Paysandú radio teatro con la dirección de Marta Berciano (nombre artístico Rene Bertie)

## Actualidad
En la actualidad la emisora pública de Uruguay, Radio Uruguay, emite el programa Radioteatro de archivo con diferentes obras realizadas por los elencos estables del entonces radio teatro del Sodre. Este programa emite los sábados y domingos en la medianoche. Ofrece también, escuchar los capítulos completos desde su página web y en spotify .